# 김재구 (가수)
김재구는 대한민국의 1956년 9월 9일 가수이다.

## 데뷔
- 2005년 싱글 앨범 [New Album Of Kim Jae-Gu]

## 음반
- 2005년 New Album Of Kim Jae-Gu